# II. Ulászló magyar király
II. Ulászló, ragadványnevén Dobzse László (lengyelül: Władysław II Jagiellończyk, csehül: Vladislav II Jagellonský; Krakkó, 1456. március 1. – Buda, 1516. március 13.) Jagelló-házi lengyel királyi herceg, egyebek mellett cseh király 1471-től, magyar király 1490-től haláláig. IV. Kázmér lengyel király és felesége, Habsburg Erzsébet királyné, magyar királyi hercegnő elsőszülött fia.
A korabeli Közép-Európa egyik legbefolyásosabb vezetője volt. Uralkodásra termettségét már cseh királyként bizonyította, és a magyar trónt is kiváló diplomáciával szerezte meg.
I. Mátyás 1490. áprilisi halála után négyen pályáztak a magyar trónra:
- Mátyás törvényesített fia, Corvin János,
- I. Miksa német király,
- János Albert későbbi lengyel király és bátyja,
- Ulászló.

Mindegyik trónkövetelőnek jelentős tábora volt, de Ulászló gyorsan kiemelkedett közülük, és megnyerte a magyar urak többségét, Beatrixot feleségül vette, Corvin Jánost pedig hűségre eskette, így 1490 nyarára sikeresen elismertette magát Magyarország királyának. Székhelyét Budára tette át, és onnan kormányozta királyságait.
Koronázásával kezdődik a történelem magyarországi Jagelló-kornak nevezett időszaka (1490–1526).

## Élete

### Út a cseh koronáig
A Lengyelországban is uralkodó litván származású Jagelló-dinasztia tagja, IV. Kázmér lengyel király és Habsburg Erzsébet magyar hercegnő elsőszülött fiaként Albert magyar király és Luxemburgi Erzsébet unokája és Zsigmond magyar király  és Cillei Borbála dédunokája, II. Lajos apja. Nőági Árpád-házi rokonsága távoli. Dédanyja Cillei Borbála volt, akinek szépanyja Árpád-házi Katalin szerb királyné. Anyja jogán tartott igényt a magyar és a cseh trónra, aki aktívan támogatta mindkét trónigényét. 1469-ben III. Frigyes német-római császár biztatására fellépett Podjebrád György cseh király ellen, de ezt követően tétlenül figyelte Mátyás magyar király és Podjebrád küzdelmét, noha Podjebrád a béke biztosítása érdekében őt jelölte ki utódául. 1471 márciusában a Mátyással történő alkudozások ideje alatt Podjebrád meghalt, és a cseh főnemesek Kuttenbergben május 27-én Ulászlót cseh királlyá választották. Augusztusban a koronázásra is sor került, ám akkor Ulászlónak többek között a Mátyás elleni fegyveres fellépést is meg kellett ígérnie. A fiatal király három évig húzta-halasztotta a hadjáratot, és csak 1474-ben szánta rá magát, hogy Csehországból kiszorítsa Mátyás csapatait. Döntésében bizonyára nagy szerepet játszott apja, IV. Kázmér lengyel király beígért fegyveres segítsége. 1474-ben a közös sereg azonban Boroszlónál súlyos vereséget szenvedett, s Mátyás csapatai Csehországban maradtak. 
1477-ben III. Frigyes császár neki ajándékozta a cseh hűbért, s rá két évre, 1479-ben Mátyással is sikerült megkötnie az ún. olmützi békét: megegyeztek, hogy mind a ketten viselhetik a cseh királyi címet. 1487-ben a pápa is elismerte Ulászlót cseh királynak, de az országot Mátyás csapatai miatt nem tudta egyesíteni. Ténylegesen Ulászló Csehországot birtokolta, míg Mátyás Sziléziát és Morvaországot.

### A magyar trónon
Mátyás halála után, 1490-ben a magyar főnemesek nagy része Ulászlót kívánta látni a magyar trónon Mátyás fia, Corvin János herceg és a Habsburgok helyett. Ennek oka a várható cseh-lengyel szövetség mellett elsősorban Ulászló tartós békére tett ígérete volt.
Kortársai szerény képességűnek tartották, amit a rendszeres „ökör” jelző igencsak nyomatékosított. Azt is meg kell jegyezni azonban, hogy ezt a jelzőt Újlaki Lőrinc herceg aggatta Ulászlóra, akit többek között ennek okán Ulászló felségsértéssel vádolt meg, elfoglalta várait és amikor Újlaki királyi kegyelemért könyörgött, az uralkodó gúnyos üzenetben hánytorgatta fel neki, hogy "még az ökörnek is van szarva".
Az utókor ragasztotta rá a „Dobzse” (lengyelül „Jól van!”) gúnynevet is, mivel elterjedt róla, hogy a kegyencei bármit kérhettek tőle, ő azt válaszolta: dobzse. Ez valójában nem volt így, Ulászló valóban az általa kiválasztott előkelők segítségével kormányzott, de a végső szót mindig ő mondta ki. A trónra lépése után megígérte, hogy elveszi Mátyás király köztudottan meddő özvegyét, Aragóniai Beatrixot, mivel 1490-ben a királyné jövedelmeinek a segítségével tudta megszerezni a trónját. (A házasságot Bakócz Tamás tudatosan hibásan kötötte meg, így tanúsítani tudta az érvénytelenségét. Ezt 1500-ban kijelentette a pápa). Ulászló ígéretet tett Mátyás rendelkezéseinek az eltörlésére (Decretum Maius), többek között lemondott az éves hadiadó többszöri beszedéséről; vissza kellett helyeznie a nemeseket az ősi jogaikba, valamint el kellett fogadnia, hogy a fontosabb ügyekben a királyi tanácsnak van fenntartva a döntés joga. Ennek ellenére amikor Ulászlónak szüksége volt rá, ígéretével ellentétben, Mátyáshoz hasonlóan, ő is többször kivetette az éves hadiadót.
Üdvöz légy, nemes Ulászló király, üdvöz légy egyetlen kormányzónk és vezetőnk! Ha elfogadod a föltételeket, ez az üdvözlet felségednek és a pannonoknak boldogságára és szerencséjére válik, mert úgy gondoljuk, hogy téged nem annyira az örökség joga, a mi szabad választó hatalmunk és a megyék szavazata, mint inkább isteni döntés és parancs adott nekünk fejedelmül. Tudd meg, hogy püspökök és arisztokraták hatalmas serege járult eléd követségben, hogy a küldöttség tekintélyes voltából is megértsd, hogy bizalmát, reményét, hűségét, örök engedelmességét szinte az egész pannon birodalom egyetértőleg egyedül neked ajánlja. (195) Nemcsak hallottuk, hanem láttuk és bámultuk is mindnyájan, hogy a hányatott Csehország, amely azelőtt, Zsigmond, Albert és nagybátyád, László alatt sohasem talált nyugodalmat, vezetéseddel és kormányzatoddal, éretlen ifjúságodtól mutatott komolyságod és bölcsességed segítségével tartós békére és hallatlan nyugalomra jutott. Amikor az isteni Mátyás halála után királyt kerestünk, akit rajtad kívül leginkább megválaszthatnánk, senkit sem találtunk, hogy elődbe helyezhettük volna. Döntésünkkel visszautasítva a többi trónkövetelőt, téged már Magyarország királyának kiáltottunk, országod gyeplőjét most erős jobbodba tesszük és önként átadjuk, elsősorban azzal a feltétellel, hogy minden főnemesnek, tartományúrnak, főpapnak és nemesnek, továbbá másoknak, legyenek akár egyházi, akár világi, akár nemes, akár alacsony állású személyek, felséged csorbítatlanul őrizze meg az ország törvényeit, kiváltságait, köz- és magánjogát, mindazt, ami a hajdani királyoktól származik; újdonságot senki kárára be ne vezessen, mint azt Mátyás király gyakorta megtette; főleg a rendkívüli, egy aranypénzt tevő adót érvénytelenítse és törölje el, amelyet ő annak idején évente fejenként háromszor, négyszer is kivetett.

#### Harc a koronáért

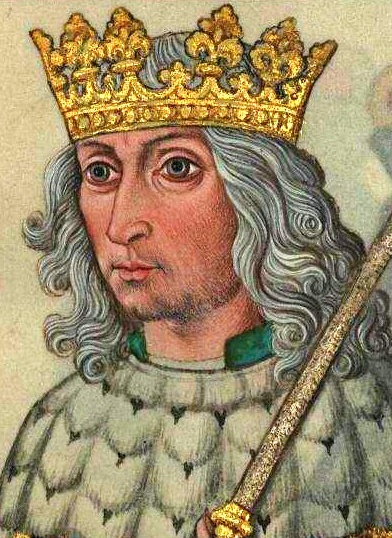
II. Ulászló cseh és magyar király
(João do Cró festménye)

Ulászlónak a koronázás előtt vetélytársai akadtak az elhunyt Mátyás fia, Corvin János, saját öccse, János Albert és III. Frigyes fia, a Habsburg-nagyhatalmat megalapozó Miksa német király személyében. János Alberttől és Corvin Jánostól Kinizsi Pál és Báthori István erdélyi vajda csapatai segítségével szabadult meg. A jóval nagyobb fegyveres erővel rendelkező Miksa azonban megoldhatatlan problémát jelentett a már megkoronázott (a koronázási szertartásra 1490. szeptember 18-án Székesfehérvárott került sor, melyet a kiskorú esztergomi érsek helyett Laki Thúz Ostvát zágrábi püspök végzett) Ulászló számára, s az 1491-ben megkötött, megalázó pozsonyi békében kénytelen volt lemondani Mátyás király ausztriai hódításairól, vállalta 100 000 aranyforint kártérítés megfizetését, valamit beleegyezett abba, hogy amennyiben fiú örökös nélkül halna meg, úgy Csehországot és Magyarországot a Habsburgok öröklik.

#### A királyi hatalom
II. Ulászló Budán rendezte be udvarát, ahol Beatrix, akit a király már a titokban, szándékos formai hibával megkötött házassági ceremónia után elhagyott, nemkívánatos személynek számított. Ulászló az országot Mátyással ellentétben nem önkényesen, hanem a királyi tanáccsal közösen kormányozta, ám a tanács tagjait ő jelölte ki és az utolsó szó is mindig az övé volt. Mátyás korában kezdődött meg, hogy tehetséges, de alacsony származású emberek egészen magas hivatalig tudtak emelkedni. Erre Ulászló idejéből is találhatunk példákat. Bakócz Tamás esztergomi érsek egy kerékgyártó fia volt, s több pénze volt, mint magának a királynak. Szathmári György egyszerű kassai polgárként kezdte pályafutását, Szalkai László egy mátészalkai varga fia volt. Ulászlónak uralkodása egészében egyensúlyoznia kellett a különböző főúri csoportosulások között. A legnagyobb birtokos Szapolyaiakkal kiegyezett, Corvin Jánossal megbékélt, Újlaki Lőrincet pedig harcban győzte le 1494-95 között.

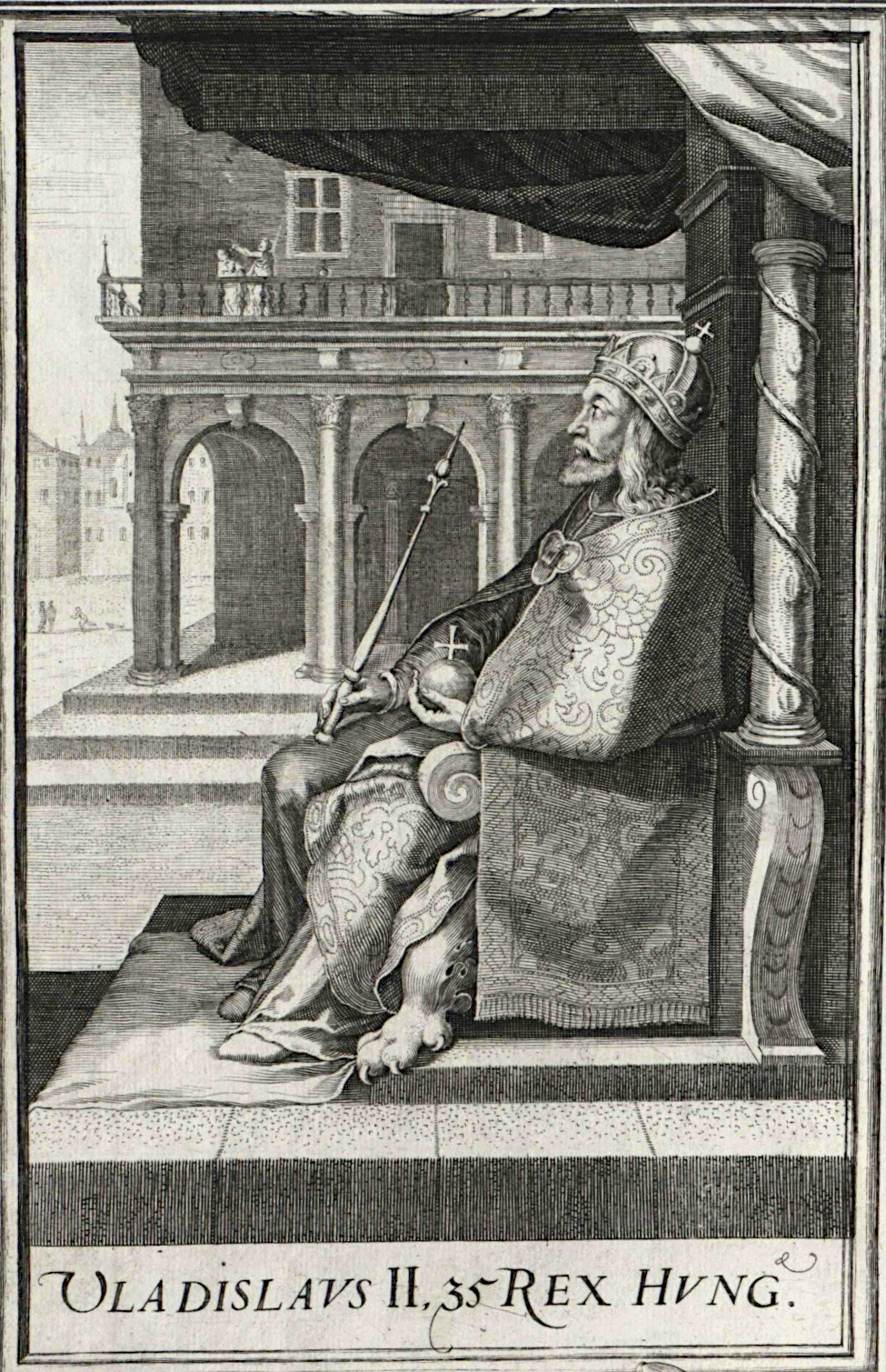
II. Ulászló magyar király

A világgazdasági viszonyok alakulása nem kedvezett térségünknek, mivel az Anjouk korában meginduló fejlődés – aminek alapja a magyar arany és a cseh ezüst volt – a földrajzi felfedezések eredményei miatt a 15. század végén megtört, így Közép-Európa elvesztette gazdasági jelentőségét.

#### Dózsa-féle parasztfelkelés
A fokozódó problémákat – melyeknek oka a politikai, társadalmi és gazdasági rendszer működési zavara volt – jelezte az 1514-es Dózsa-féle parasztfelkelés is, melyet a marxista és a nemzeti történelmi emlékezet jellemzően pozitív eredményként tartott számon. A magyar nép életerejét adó paraszti-falusi-mezővárosi társadalom feletti zsarnokoskodás káros voltát és veszélyességét, valamint a megmerevedő társadalmi rend felfrissülésének kísérletét látták benne. A parasztfelkelés vezetői nem „klasszikus” értelemben vett jobbágyok voltak, hanem fegyverforgatók és papok. Az említetteken kívül részt vettek félszabad, félkatonai elemek is. A felkelésnek két célja volt: a szolgáltatás normalizálása (azaz nem a hivatalos rend elleni harc), illetve a vallási reformmozgalom kiteljesedése. A parasztfelkelést Szapolyai János erdélyi vajda verte le, ám annak társadalmi és gazdasági hatása évszázadokra visszavetette Magyarországot, hiszen az addig többé-kevésbé nyugati típusú fejlődés az 1514. októberi országgyűlés által hozott törvények és a Hármaskönyv joggyakorlata miatt nemcsak hogy megtorpant, hanem visszafejlődött, s ezek a viszonyok konzerválódtak. Ezt azonban manapság a középkorászok vitatják.

#### Habsburg-Jagelló szövetség

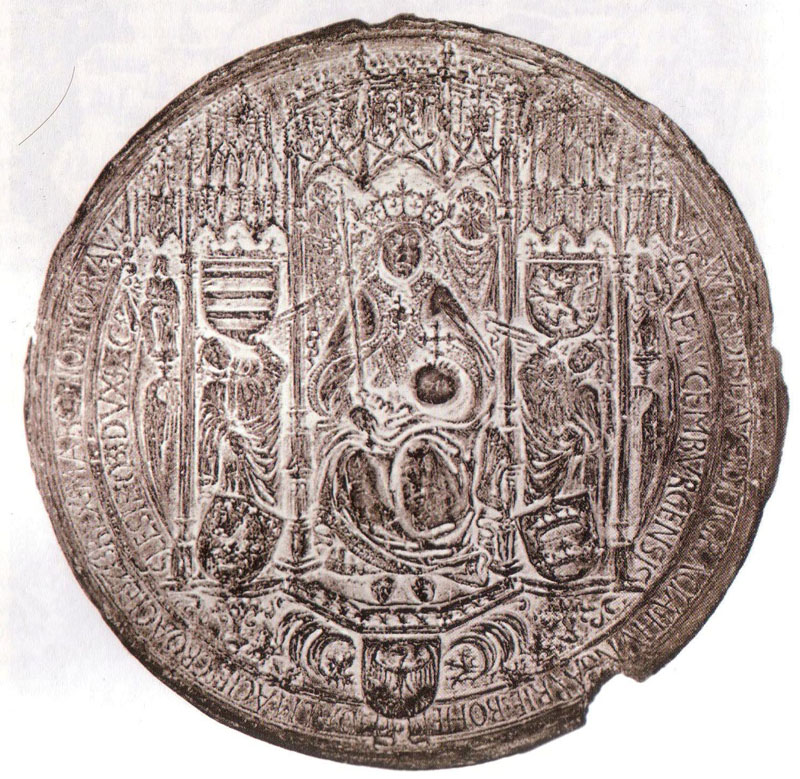
II. Ulászló pecsétje

1492 júniusában meghalt Ulászló apja, IV. Kázmér lengyel király. Jog szerinti örököse Ulászló lett volna, ám ő öccse, János Albert javára lemondott a lengyel trónról, és ezzel a Jagelló-dinasztia cseh-magyar és lengyel ágra szakadt. A két testvér eleinte szövetséges volt, mely szövetség a Habsburgok ellen irányult. Idővel azonban nyilvánvalóvá lett, hogy a két ország közös érdekeinél – elsősorban a török fenyegetés miatt – erősebb a Habsburgokkal való megegyezés érdeke. 1506-ban megújították az 1491-es szerződést, amit kiegészítettek azzal, hogy az időközben újra megnősült (1502-ben feleségül vette Foix-i Annát, Candale grófnőjét, XII. Lajos francia király rokonát) Ulászló leánya, Anna férjhez megy Miksa német-római császár egyik unokájához, míg a király születendő fia (a későbbi II. Lajos) majdan egy Habsburg főhercegnőt kap feleségül. A Habsburg–Jagelló házassági szerződést 1515-ben Bécsben megújították, s meglétét a térségben erősödő Habsburg-befolyás eredményeként lehet értékelni, hiszen Zsigmond lengyel király – aki szintén Ulászló öccse volt – is elismerte a Habsburgok jogait, cserébe Miksa többé nem támogatta ellenségeit, a Német Lovagrendet és a Moszkvai Nagyfejedelemséget. A magyar rendek viszont nem akartak Habsburgot a magyar trónon, s a maguk jogának tartották a szabad királyválasztást (1498-as, 1505-ös törvény). 1505-ben még azt is kinyilvánították, hogy Ulászló fiának halála után nemzeti királyt választanak. A királynak 1506. július 1-jén született meg örököse, a későbbi II. Lajos, azonban a gyermekáldás örömét beárnyékolta, hogy Anna királyné néhány héttel később, a szülést követő gyermekágyi lázban meghalt. Ulászlót olyannyira megviselte felesége halála, hogy letargikus állapotba került (valószínűleg agyvérzést kapott számos történész véleménye szerint), melyben élete végéig szenvedett. 1504-ben szélütés érte, így még kevésbé volt képes beleszólni az ország kormányozásába. Helyette Szapolyai János, Bakócz Tamás esztergomi érsek, Perényi Imre nádor és Szathmári György kancellár kormányzott.

#### Török kérdés
Ulászló uralkodása idején a központi kormányzat rohamos gyengülése ellenére nem érte komolyabb erejű támadás az országot, mivel a törökök figyelmét Perzsia és a Földközi-tenger partvidéke kötötte le. A Mátyás idejében, 1483-ban kötött békét rendszeresen megújították (1495, 1498, 1503, 1511).

### Halála
II. Ulászló 60. születésnapja után két héttel, 1516. március 13-án halt meg Budán. Temetésére hat nappal később, március 19-én került sor Székesfehérvárott. Fiát, az ekkor tízéves Lajos herceget még 1508-ban magyar, 1509-ben cseh királlyá koronáztatta, hogy biztosítsa számára mindkét ország koronáját. Halálos ágyán, 1516. március 12-én a maga elé hívatott országnagyok jelenlétében Bakócz Tamás esztergomi érseket, Bornemissza János budai várnagyot és Hohenzollern György brandenburgi őrgrófot (Ulászló első feleségének, Brandenburgi Borbálának az unokaöccsét) nevezte ki kiskorú fia gyámjaivá.

### Házasságai

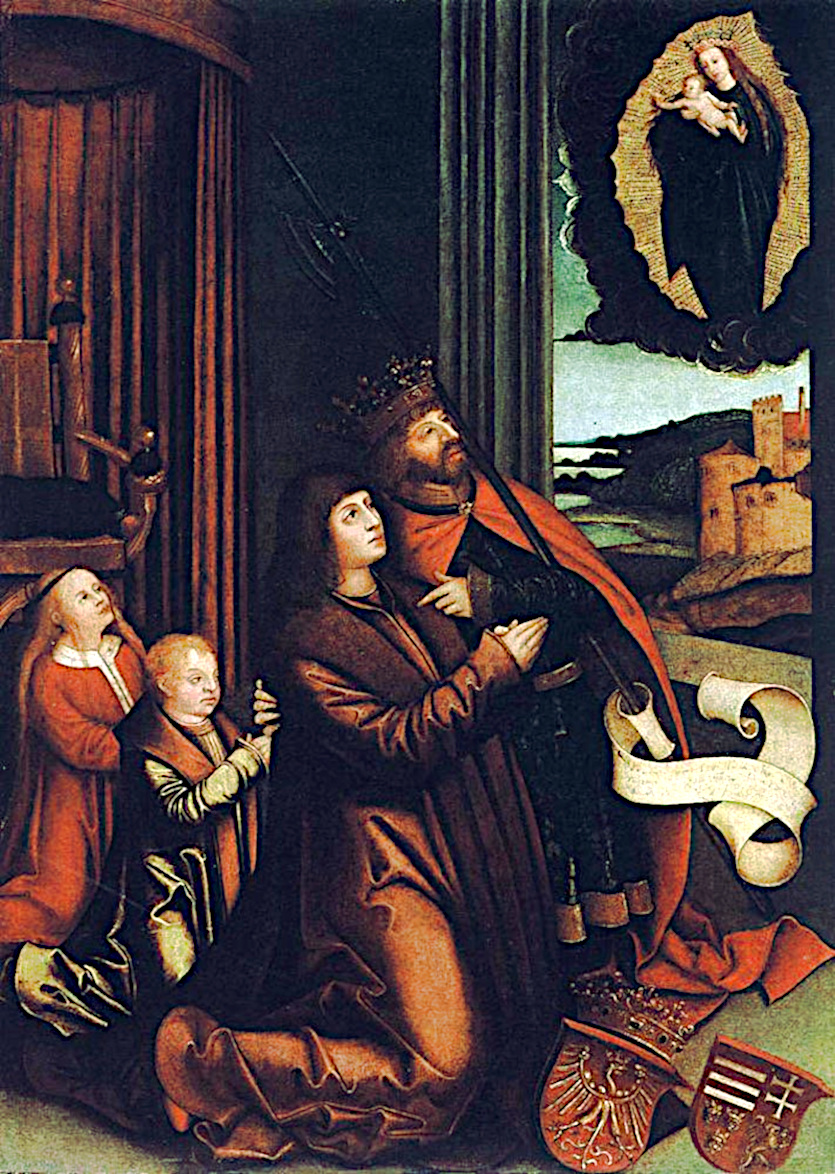
Bernhard Strigel: Szent László Mária oltalmába ajánlja II. Ulászlót és gyermekeit (1528)

Ulászlónak volt egy eljegyzése, egy pápa által érvénytelenített házassága, csak a harmadik házasságát tekinthetjük ténylegesen létrejött, törvényes, formai hibáktól mentes házasságkötésnek. 

#### Eljegyzése
Ulászló mint cseh király a glogaui örökség révén figyelt fel 1476-ban a Piast-házból származó IX. Henrik glogaui herceg fiatal özvegyére, a 12 éves Brandenburgi Borbálára, és 1476. augusztus 20-án az Odera menti Frankfurtban házassági szerződést kötöttek. Glogaut azonban Brandenburg kebelezte be, így Ulászló egyre csak halogatta a tényleges házasságkötést. Miután Borbála nem tudta érvényesíteni jogait Glogauban, Ulászló egyre jobban kihátrált az egybekelés elől, újabb, előnyösebb házasságot azonban sokáig nem tudott kötni, mert a házassági szerződés kötötte.

#### Első házassága
Miközben jegyese, Borbála még a jogait követelte, I. Mátyás magyar király halála után Ulászló a magyar korona elnyerése érdekében kénytelen volt színlegesen házasságot kötni Mátyás özvegyével, Aragóniai Beatrixszal.  Bakócz Tamás 1490. szeptember 4-én titokban összeeskette őket, azonban a szertartás szövegében szándékosan formahibát ejtett, ennélfogva a király házassága érvénytelen volt. Hosszas huzavona után, 1500. április 7-én végül VI. Sándor pápa ki is nyilvánította a házasság érvénytelenségét, így Ulászló újra házasodhatott.

#### Második házassága
1502-ben Ulászló ismét megnősült: XII. Lajos francia király rokonával, Candale-i Annával kötött házasságot Székesfehérvárott. Cseh királynévá nem koronázták meg, sohasem járt Csehországban, korai halála megakadályozta ebben, így gyermekei nem is születhettek Prágában. Egy leány- és egy fiúgyermeket szült a királynak: 1503-ban Anna hercegnőt (†1547), a későbbi I. Ferdinánd magyar király feleségét, majd 1506-ban Lajos herceget (†1526), a trónörököst. Második gyermeke születése után néhány héttel, gyermekágyi lázban halt meg. Ulászlót olyannyira lesújtotta szeretett feleségének halála, hogy apátiába süllyedt, melyben élete végéig szenvedett. A gyermek Lajos életét úgy sikerült megmenteni, hogy disznókat hasítottak föl, és azokban helyezték el egymás után az újszülöttet, hogy melegen tartsák.

### Vitatott megítélése
A mai történészek egy része nem látja olyan negatívan II. Ulászló szerepét. Sőt van, aki úgy véli, hogy Dobzse László politikáját nemcsak hogy béke és igazságosság jellemezte, hanem a gazdasági és kulturális élet is fejlődött a korban. Hahner Péter történész szerint semmi okunk, hogy II. Ulászló korát a romlás és hanyatlás időszakának tekintsük. Neumann Tibor történész szerint az Ulászlóról a közvéleményben élő kép karikaturisztikus jellegű és távol áll a valóságtól. A pénzügyi problémák, a királyi hatalom megosztása a királyi tanáccsal valójában a késő középkori európai államok általános működésének velejárói voltak. A Dózsa György-féle parasztfölkelés súlyos árnyékot vet az uralmára, a Jagelló-Habsburg szövetség megkötése viszont reális szövetségkeresés volt, a folyamatos török fenyegetést figyelembe véve.

### Emléke
A néphagyomány Ulászló nevéhez kapcsolja a „lacikonyha” elnevezést, pedig jóval régebbi hagyománya van. Az elszegényedett udvar viszonyait illusztrálná az a legenda, miszerint a királyi éléskamra kiürültével a király kénytelen volt a pórnéphez fordulni ennivalóért. A királyt kiszolgáló korabeli „gyorsétkezdét” nevezték gúnyosan Ulászló, azaz „Laci  konyhájának”. A valóság ezzel szemben egészen más, hiszen Ulászló udvartartása mindvégig gazdag és fényes volt, soha nem szorult rá semmilyen külső segítségre, mivel az uralkodó bevételei lehetővé tették a fényűző királyi udvar fenntartását.